# Милицейский переулок
Милице́йский переу́лок (до 7 июня 1922 года — Но́вый переу́лок) — переулок, расположенный в Северном административном округе города Москвы на территории района Аэропорт.

## История
Переулок получил современное название по расположенному на нём отделению милиции. До 7 июня 1922 года назывался Но́вый переу́лок.

## Расположение
Милицейский переулок проходит по территории Петровского парка от Театральной и Дворцовой аллей на северо-восток до Петровско-Разумовской аллеи. Нумерация домов начинается от Театральной аллеи.

## Транспорт

### Автобус
- 22: от Театральной аллеи до Петровско-Разумовской аллеи
- 84: от Театральной аллеи до Петровско-Разумовской аллеи
- 110: от Театральной аллеи до Петровско-Разумовской аллеи
- 727: от Театральной аллеи до Петровско-Разумовской аллеи
- т29: от Театральной аллеи до Петровско-Разумовской аллеи
- т42: от Театральной аллеи до Петровско-Разумовской аллеи

### Метро
- Станция метро «Динамо» Замоскворецкой линии — юго-восточнее переулка, на Ленинградском проспекте